# Segona Catalana
La Segona Catalana è una lega calcistica dilettantistica spagnola a cui prendono parte squadre dell'area della Catalogna.
La lega organizza 1 campionato composto da 128 squadre divise in 6 gironi.

## Campioni
| Anno    | Gruppo 1     | Gruppo 2             | Gruppo 3                  | Gruppo 4          | Gruppo 5        | Gruppo 6      |
| ------- | ------------ | -------------------- | ------------------------- | ----------------- | --------------- | ------------- |
| 2011/12 | La Jonquera  | Vilassar de Dalt     | Horta                     | Granollers        | Cervera         | Morell        |
| 2012/13 | Banyoles     | Canyelles            | Marianao Poblet           | Sabadell B        | Alpicat         | Jesús i Maria |
| 2013/14 | L'Escala     | UD Molletense        | Juventud 25 de Septiembre | Manresa           | Mollerussa      | CF Reddis     |
| 2014/15 | Abadessenc   | CE Mataró            | Suburense                 | UE Tona           | FC Andorra      | Vila-seca     |
| 2015/16 | Llagostera B | San Juan de Montcada | Sant Cugat                | CP San Cristóbal  | Alpicat         | Reus B        |
| 2016/17 | Banyoles     | FE Grama             | Can Vidalet               | Cardedeu          | Borges Blanques | Tortosa       |
| 2017/18 | Girona C     | Guineueta            | Vilanova                  | Sabadell Nord     | Mollerussa      | Unió Cambrils |
| 2018/19 | L'Escala     | CE Mataró            | Sant Just                 | Parets Del Valles | FC Alcarràs     | UE Valls      |
| 2019/20 | Bescanó      | Unificación Llefia   | Sant Cugat                | Les Franqueses    | Borges Blanques | Gandesa       |